# Seven Days in Sunny June
Seven Days in Sunny June è il secondo singolo ad essere estratto dall'album Dynamite di Jamiroquai, pubblicato nel 2005. Il singolo è stato prodotto da Mike Spencer e Jay Kay.
Il video del brano è stato diretto da Mat Kirkby.

## Tracce
1. Seven Days In Sunny June – 3:49
2. Seven Days In Sunny June (Steve Mac Classic Remix) – 7:11
3. Seven Days In Sunny June (Oliver Lang Remix) – 6:35
4. Seven Days In Sunny June (Blackbeard Remix) – 6:05

## Classifiche
| Classifica (2005) | Posizione più alta |
| ----------------- | ------------------ |
| Belgio (Fiandre)  | 55                 |
| Belgio (Vallonia) | 60                 |
| Germania          | 79                 |
| Italia            | 15                 |
| Paesi Bassi       | 49                 |
| Regno Unito       | 14                 |
| Svizzera          | 79                 |

## Curiosità
Il brano, opportunamente montato, è stato utilizzato nel film Il Diavolo Veste Prada